# Anderson (Indiana)
Anderson – miasto w Stanach Zjednoczonych, w stanie Indiana, nad rzeką White, na północny wschód od Indianapolis.

## Demografia
W 2000 liczyło 59 734 mieszkańców. W 2023 liczba mieszkańców spadła do 55 199 osób, a gęstość zaludnienia poniżej 511 osób/km².

## Gospodarka
W mieście rozwinął się przemysł samochodowy, elektrotechniczny, maszynowy. Ośrodek handlowy regionu rolniczego.